# Phước Hảo
Phước Hảo là một xã cũ thuộc huyện Châu Thành, tỉnh Trà Vinh, Việt Nam.

## Địa lý
Xã Phước Hảo nằm ở phía đông huyện Châu Thành, cách trung tâm huyện 10 km, có vị trí địa lý:
- Phía đông và phía nam giáp huyện Cầu Ngang
- Phía tây giáp xã Đa Lộc
- Phía bắc giáp xã Hưng Mỹ và xã Hòa Lợi.

Xã Phước Hảo có diện tích 23,51 km², dân số năm 2019 là 9.989 người, mật độ dân số đạt 425 người/km².

## Hành chính
Xã Phước Hảo được chia thành 8 ấp: Đa Hậu, Đa Hòa, Đại Thôn, Hòa Hảo, Ngãi Hòa, Ô Kà Đa, Trà Cuôn, Vang Nhứt.

## Lịch sử
Sau năm 1975, Phước Hảo là một xã thuộc huyện Châu Thành Đông.
Ngày 11 tháng 3 năm 1977, Hội đồng Chính phủ ban hành Quyết định 59-CP về việc giải thể huyện Châu Thành Đông sáp nhập xã Phước Hảo của huyện Châu Thành Đông vào huyện Cầu Ngang.
Ngày 29 tháng 9 năm 1981, Hội đồng Bộ trưởng ban hành Quyết định 98-HĐBT về việc thành lập huyện Châu Thành trên cơ sở tách xã Phước Hảo của huyện Cầu Ngang.